# Premis Jaume II
Els Premis Jaume II són uns premis que concedeix el Consell de Mallorca i es lliuren a les persones físiques i jurídiques que hagin destacat durant l'any natural previ, en els mèrits consistents en la promoció dels símbols, referents històrics o el nom de Mallorca. Consisteixen en una Insígnia de plata amb l'escut del Consell de Mallorca amb la llegenda Premi Jaume II i l'any de concessió. A més, es lliurarà un diploma personalitzat on hi figuraran els mèrits reconeguts per a la seva concessió.
Duu el nom del que va ser Rei de Mallorca, Jaume II de Mallorca.
Des de la seva creació el 2006 les medalles es concedeixen simultàniament amb les Medalles d'Or del Consell de Mallorca i els títols de Fill Predilecte i Fill Adoptiu. Tradicionalment, la cerimònia de concessió s'ha celebrat durant els actes de la Diada de Mallorca, que es va celebrar el 12 de setembre fins a l'any 2016. Amb el trasllat de la festivitat al 31 de desembre les distincions s'imposen el 24 d'abril a partir de 2018, independentment de la Diada.

## Llista de premiats
| Any  | Premiats | Mèrits                                                               |
| ---- | --- | -------------------------------------------------------------------- |
| 2006 | Pere Barceló Obrador | Jutge                                                                |
| 2006 | Francesca Bover | Actriu                                                               |
| 2006 | Bartomeu Font Obrador | Historiador i cronista                                               |
| 2006 | Francisco Garcia Fullana | Violinista                                                           |
| 2006 | Pere Joan Llabrés i Martorell | Religiós                                                             |
| 2006 | Gabriel Llompart Moragues | Historiador i folklorista                                            |
| 2006 | Centre Oceanogràfic |                                                                      |
| 2006 | Diari de Balears |                                                                      |
| 2006 | Expedició Mallorca a Dalt de Tot |                                                                      |
| 2006 | Filharmònica Porrerenca |                                                                      |
| 2006 | Moviment Escolta i Guiatge de Mallorca |                                                                      |
| 2006 | Reial Acadèmia de Medicina |                                                                      |
| 2006 | Televisió Espanyola a les Balears |                                                                      |
| 2007 | Maruja Alfaro i Brenchat | Actriu                                                               |
| 2007 | Maria Rosa Bueno Castellano | Activista veïnal                                                     |
| 2007 | Josef Egger | Mecenes                                                              |
| 2007 | Miquela Lladó i Vidal | Cantant                                                              |
| 2007 | Xavier Mayol Mundó |                                                                      |
| 2007 | Joan Mesquida Obrador |                                                                      |
| 2007 | Josep Moll Marquès | Periodista i polític                                                 |
| 2007 | Bernat Pomar Pomar | Compositor i músic                                                   |
| 2007 | Joan Soler Antich | Dramaturg                                                            |
| 2007 | Amadip | Associació                                                           |
| 2007 | Ayneu Peru – Trinitàries |                                                                      |
| 2007 | Llegat Jueu |                                                                      |
| 2008 | Francesc Capdevila Gisbert, Max | Dibuixant                                                            |
| 2008 | Josep Estelrich Costa | Historiador                                                          |
| 2008 | Marga Fullana Riera | Esportista                                                           |
| 2008 | Antoni Nadal Homar | Entrenador de Rafel Nadal                                            |
| 2008 | Antoni Rossiñol Far | Neuròleg                                                             |
| 2008 | Sebastià Trias Mercant (*) | Lul·lista i filòsof                                                  |
| 2008 | Aina Maria Vadell Mercant | Monitora d'esplai                                                    |
| 2008 | Plataforma balear per a la defensa dels animals (Baldea) |                                                                      |
| 2008 | Joventut Mariana Club de Bàsquet |                                                                      |
| 2008 | Medallistes olímpics mallorquins Beijing 2008 |                                                                      |
| 2008 | Represaliats pel franquisme el 1948 |                                                                      |
| 2008 | La Sonrisa Médica |                                                                      |
| 2009 | Miquel Cerdó Nicolau | Empresari                                                            |
| 2009 | Miquel Ginard Cortés, "Sarasate" | Pintor                                                               |
| 2009 | Margalida Mulet Estrany | Fundadora de l'Ateneu Alcari                                         |
| 2009 | Albert Riera Ortega | Esportista                                                           |
| 2009 | Medallistes mallorquins als Jocs Paralímpics de Pekin 2008: Jesús Collado Alarcón, Esther Morales Fernández, Xavier Torres Ramis i Alejandro Sánchez Palomero | Esportistes                                                          |
| 2009 | Bombers de Mallorca |                                                                      |
| 2009 | Centre territorial de Televisió Espanyola a les Balears |                                                                      |
| 2009 | Escoles Mallorquines |                                                                      |
| 2009 | Joves de Mallorca per la Llengua |                                                                      |
| 2009 | Llars del Menor del Consell de Mallorca |                                                                      |
| 2010 | Margalida Capellà i Fornés | Activista i escriptora                                               |
| 2010 | Magdalena González i Crespí | Activista cultural                                                   |
| 2010 | Ola Holmgren | Cineasta                                                             |
| 2010 | Jaume Llabrés i Mulet | Historiador i escriptor                                              |
| 2010 | Aina Pascual i Bennasar | Historiadora i escriptora                                            |
| 2010 | Úrsula Pueyo Marimon | Esportista                                                           |
| 2010 | Associació de pares de nins amb càncer de Balears, Aspanob |                                                                      |
| 2010 | Fundació Aeronàutica Mallorquina |                                                                      |
| 2010 | RCD Mallorca |                                                                      |
| 2011 | Bartomeu Seguí Nicolau | Dibuixant                                                            |
| 2011 | Fundació Patronat Obrer de Sant Josep |                                                                      |
| 2011 | Associació Zaqueo |                                                                      |
| 2012 | Margalida Crespí Jaume | Esportista                                                           |
| 2012 | Brigitte Yagüe | Esportista                                                           |
| 2012 | CE Binissalem |                                                                      |
| 2012 | Grup d'Investigació en Microbiologia de la UIB |                                                                      |
| 2013 | Miquel Adrover i Barceló | Dissenyador de moda                                                  |
| 2013 | Joan Bennàssar i Vives | Pintor i escultor                                                    |
| 2013 | Antoni Gomila Nadal | Actor                                                                |
| 2013 | Magdalena Traveria Pla (*) | Periodista                                                           |
| 2013 | Alba Torrens Salom i Inmaculada Zanoguera | Esportistes                                                          |
| 2013 | Fabián León Parra | Finalista del concurs de televisió MasterChef                        |
| 2013 | Construcciones Navales Bennasar |                                                                      |
| 2014 | Pere Ferrer Guasp | Historiador i escriptor                                              |
| 2014 | David Muntaner Juaneda | Esportista                                                           |
| 2014 | Vicky Pulgarín | Guanyadora del concurs de televisió MasterChef                       |
| 2014 | Associació cultural S'Estol d'es Gerricó (Felanitx) |                                                                      |
| 2014 | Federació Balear de Tir de Fona |                                                                      |
| 2014 | Logitravel | Empresa                                                              |
| 2014 | Youthing |                                                                      |
| 2015 | Almacenes Casa Roca | Empresa                                                              |
| 2015 | Associació per a la Recuperació de la Memòria Històrica de Mallorca                                                                                           | Associació                                                           |
| 2015 | CE Llosetí |                                                                      |
| 2015 | Coral Sant Jaume |                                                                      |
| 2015 | Plataforma d'Afectats per la Hipoteca (PAH) de Mallorca |                                                                      |
| 2016 | Alexandre Abrines Redondo | Esportista                                                           |
| 2016 | Marcus Cooper Walz | Esportista                                                           |
| 2016 | Jeroni Nadal Reus | Metge oftalmòleg                                                     |
| 2016 | Associació Cultural Bany-al-Bahar |                                                                      |
| 2016 | Bestard Mountain Boots |                                                                      |
| 2016 | Grup de Relativitat i Gravitació de la Universitat de les Illes Balears                                                                                       | Grup de recerca                                                      |
| 2016 | IES Juníper Serra |                                                                      |
| 2016 | Palma Futsal |                                                                      |
| 2017 | No es varen concedir |                                                                      |
| 2018 | Tòfol Castanyer Bernat | Esportista                                                           |
| 2018 | Jaume Carrió Artigues i Laura Gost Seguí | Director de cinema i guionista                                       |
| 2018 | Joan Reinoso Figuerola | Esportista                                                           |
| 2018 | Proem Aid | Organització no governamental                                        |
| 2018 | Monti-sion Solidària | Fundació solidària                                                   |
| 2019 | Carles Bover Martínez | Cineasta                                                             |
| 2019 | Cata Coll i Patricia Guijarro | Esportistes                                                          |
| 2019 | Ángeles sin Alas | Associació sense ànim de lucre                                       |
| 2019 | Municipis d'Artà, Capdepera, Manacor, Sant Llorenç des Cardassar i Son Servera                                                                                | Poblacions afectades per l'Aiguat del 9 d'octubre de 2018 a Mallorca |
| 2020 | Enric Mas Nicolau i Mavi García Cañellas | Esportistes                                                          |
| 2020 | Agrupacions de Protecció Civil de Mallorca |                                                                      |
| 2020 | Associació Art Palma Mallorca |                                                                      |
| 2020 | Col·legi de Treballadors Socials i Tercer Sector Social |                                                                      |
| 2020 | Cooperatives Agroalimentàries de Mallorca |                                                                      |
| 2021 | Banc d’aliments de Mallorca | Associació sense ànim de lucre                                       |
| 2021 | Joan Mir Mayrata | Esportista                                                           |
| 2021 | Mariona Caldentey Oliver | Esportista                                                           |
| 2021 | Empresa artesana teixits Vicenç |                                                                      |
| 2021 | Col·legi Oficial de la Psicologia de les Illes Balears (COPIB)                                                                                                |                                                                      |
| 2021 | María Esther de León López | Esportista                                                           |
| 2021 | Associació Son Dameto |                                                                      |
| 2022 | Cossiers d'Alaró |                                                                      |
| 2022 | FIET |                                                                      |
| 2022 | Famílies acollidores |                                                                      |
| 2022 | Augusto Fernández Guerra | Esportista                                                           |
| 2022 | Izan Guevara | Esportista                                                           |
| 2022 | Shella Badaseraye | Esportista                                                           |
| 2022 | Joan Pere Català | Mestre artesà                                                        |
| 2023 | Janka Jurkiewicz | Inspectora de policia                                                |
| 2023 | Las Ovejas de Mica | Associació                                                           |
| 2024 | Cooperativa Camp Mallorquí |                                                                      |
| 2024 | Gustavo Peñalver Vico | Artista plàstic                                                      |
| 2024 | Anegats | Grup musical                                                         |
| 2024 | Asociación de Industriales de Mallorca - ASIMA | Associació                                                           |
| 2024 | Carmen Planas Palou | Empressària                                                          |
| 2024 | Associació ELA Balears | Associació                                                           |
| 2024 | Melicotó | Empresa                                                              |
| 2024 | Valentes Dones de Sóller |                                                                      |
| 2024 | Baltasar Bibiloni i Llabrés | Compositor, pedagog i director de cors                               |
| 2024 | Gerhard Grenzing | Orguener alemany                                                     |

(*) entregada a títol pòstum